# ديفيد اوليف
ديفيد اوليف (بالإنجليزية: David Olive)‏ (و. 1937 – 2012 م) هو فيزيائي من المملكة المتحدة . ولد في لندن .
وكان عضواً في الجمعية الملكية .
توفي في كامبريدج ، عن عمر يناهز 75 عاماً.

## التعليم
تعلم في كلية سانت جونز

## مناصب وهيئات
أدار إمبريال كوليدج لندن.

## جوائز
حصل على جوائز منها:
- ميدالية ديريك (1997)
- قائد وسام الامبراطورية البريطانية
- زمالة الجمعية الملكية.